# Rogačica (rivière)
Pour l’article homonyme, voir Rogačica.
La Rogačica (en serbe cyrillique : Рогачица) est une rivière de Serbie. Elle est un affluent droit de la Drina, donc un sous-affluent du Danube par la Save. Sa longueur est de 29 km. Elle fait partie du bassin versant de la mer Noire.

## Géographie
La Rogačica prend sa source sur les pentes du mont Povlen, à une altitude de 980 m. Après une course de 29 km, la rivière se jette dans la Drina à la hauteur du village de Rogačica.